# 逗子海岸
逗子海岸（ずしかいがん）は、神奈川県逗子市新宿に位置する相模湾に面した海岸である。逗子海水浴場として知られる。新宿海岸、新宿浜、東郷浜とも呼ばれていた。キャッチフレーズは「太陽が生まれたハーフマイルビーチ」。

## 概要
遠浅で波も穏やかであり浜が小細砂で、貝殻や砂利や泥が少ないのが特徴。ウィンドサーフィンなどで有名。関東で最も海開きの早い海水浴場の一つである。
毎年夏に逗子海岸花火大会が行われるが2011年は東日本大震災の影響で中止となり、2012年は、近年の海岸侵食によって砂浜が狭くなってきていることから、警備体制や安全面に配慮した結果、海の家設営前の6月2日に行われた。
陸軍軍医の石黒忠悳らによって1892年（明治25年）頃より海水浴場として最適であると宣伝され、徳冨蘆花の不如帰の舞台となったこともあり、大正頃より逗子海水浴場として知られるようになった。2005年には石原慎太郎の太陽の季節の碑が設置された。

## 歴史
逗子村と小坪村の間での寛文・元禄年間の裁判の結果、小坪村に属し東小坪の新宿海岸として西小坪の小坪海岸(現在の逗子マリーナ、小坪漁港周辺、鷺の浦とも)とともに漁師の拠点であった。その頃はマツの繁るひと気のない海岸だった。
1888年、丸富次郎が田越川河口に旅館養神亭を開業し、1889年（明治22年）の横須賀線逗子駅の開業によって新宿海岸周辺に別荘が建ち始めた。日露戦争終結後の1906年（明治39年）2月3日、新宿浜近くに別荘を持つ東郷平八郎の祝勝会で新宿浜を東郷浜と改称した。大正期ごろより海水浴客で賑わうようになった。
1926年には逗子なぎさホテルが創業した。大正天皇が葉山御用邸で療養していた時期には養神亭や逗子なぎさホテルで若槻内閣閣僚や皇族が執務を行った。1929年には国鉄によって国鉄海の家が設置された。1950年、日米対抗の「逗子モーターボートレース」を開催。現在の競艇の元となったといわれる（モーターボートを参照）。
2014年3月に規制条例が制定され、刺青やタトゥー、音楽鑑賞、飲酒、バーベキューが禁止となった。

## イベント
- 逗子海岸花火大会 - 夏
  - メッセージ花火
- 流鏑馬 - 11月、武田流。
- スプラッシュウォーターパーク

## ミュージックビデオ
- 「あえないウタ」キマグレン

## ギャラリー

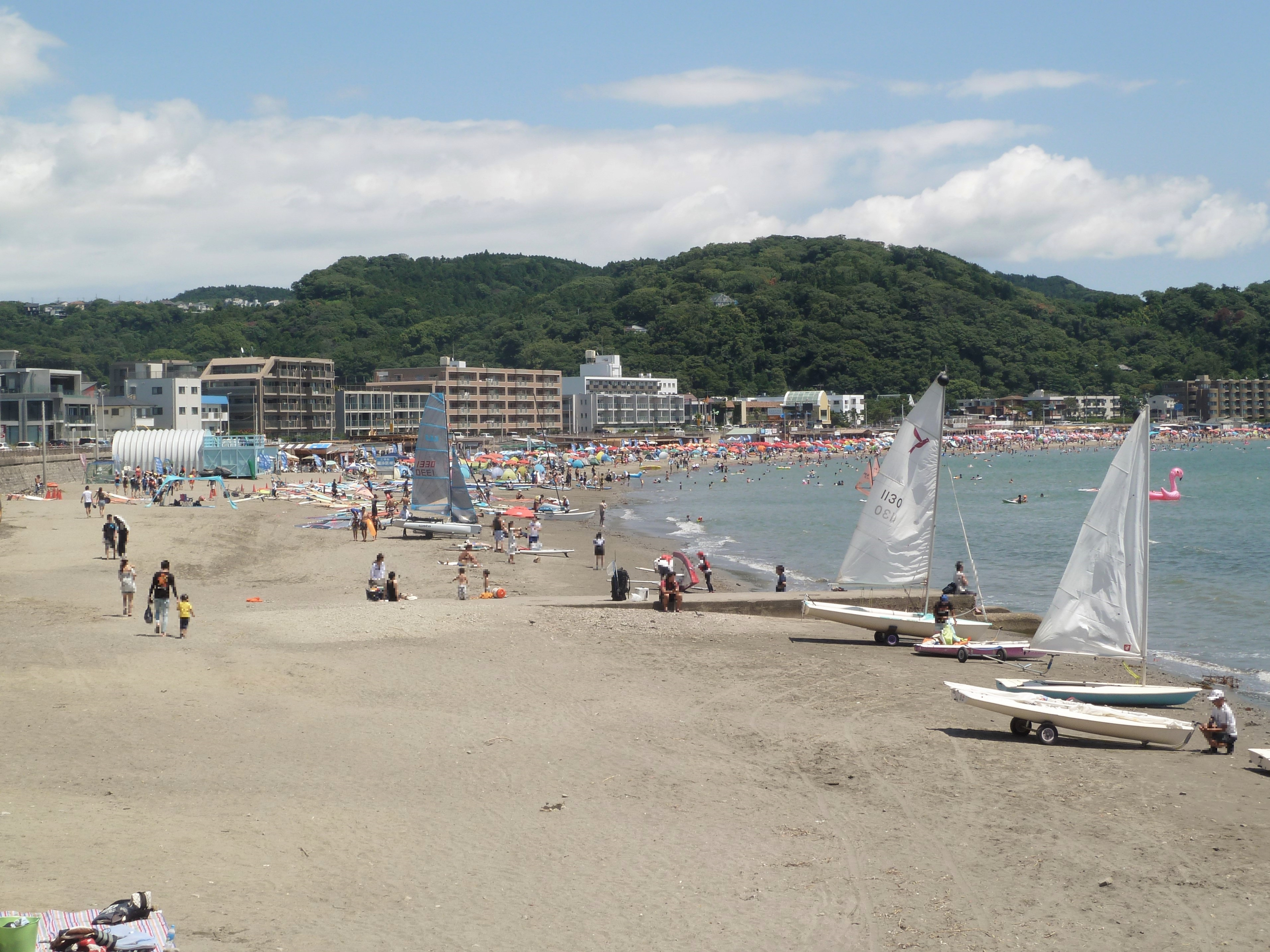
北側から
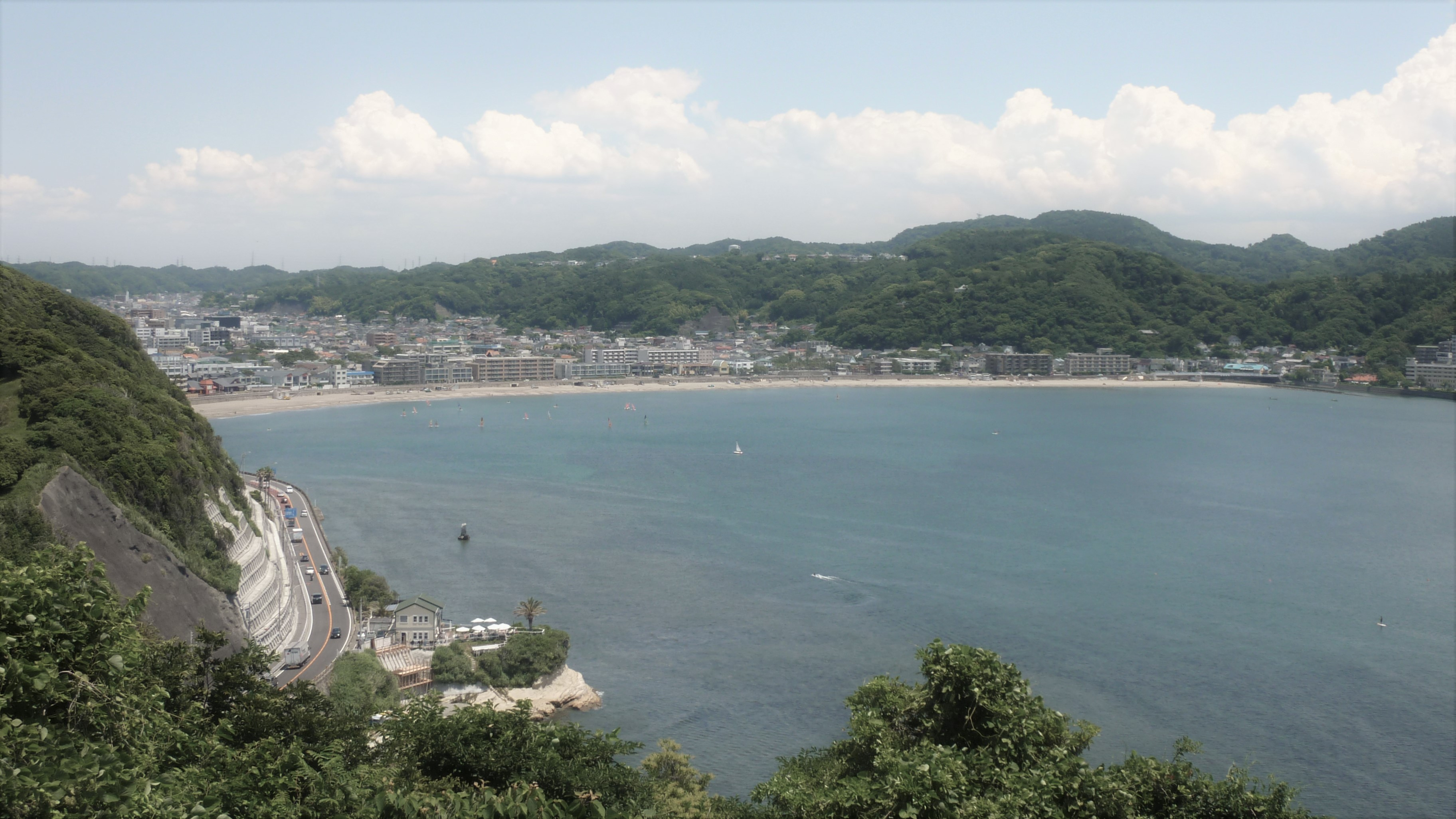
西から。ほぼ全景
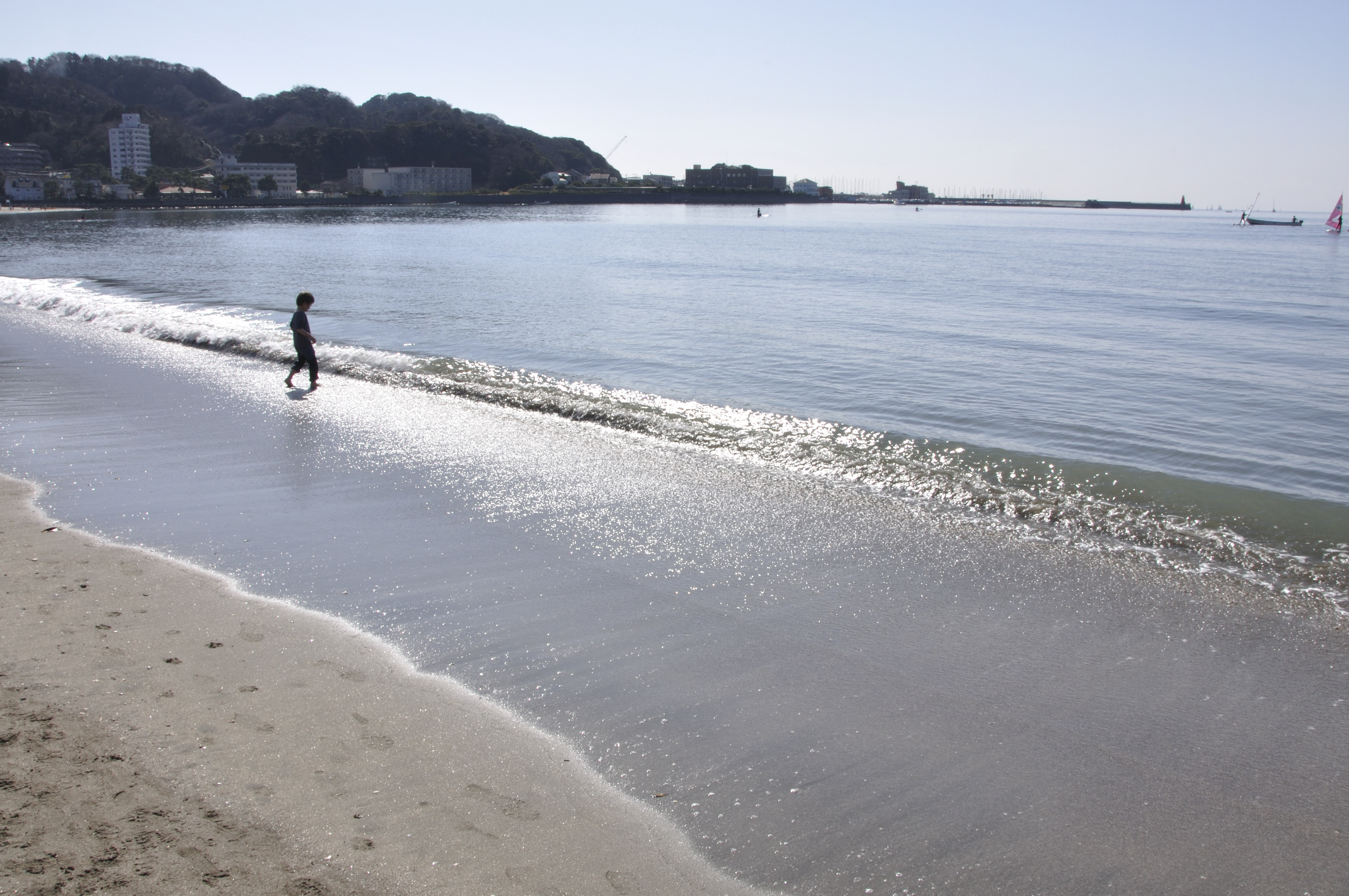
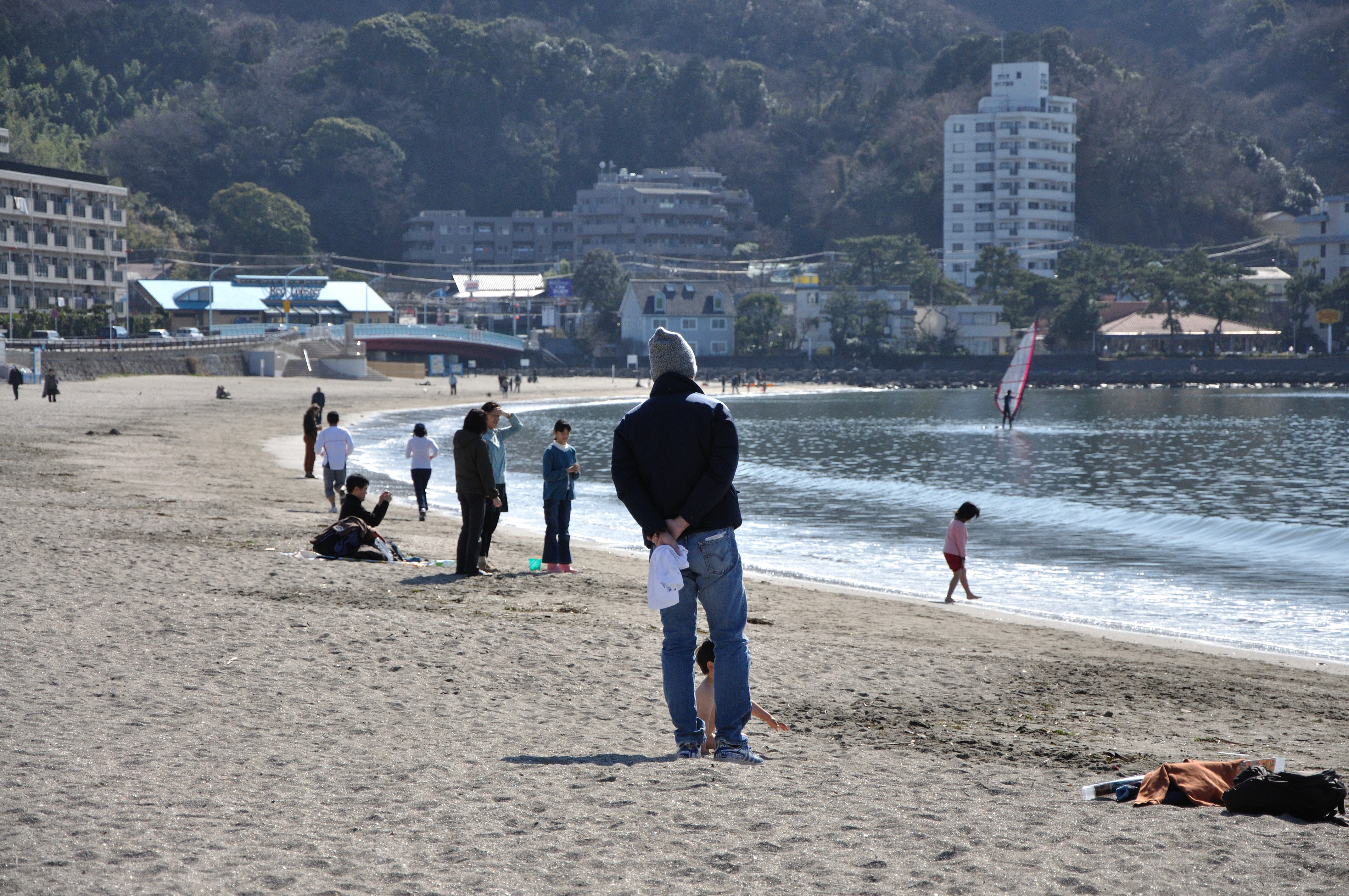
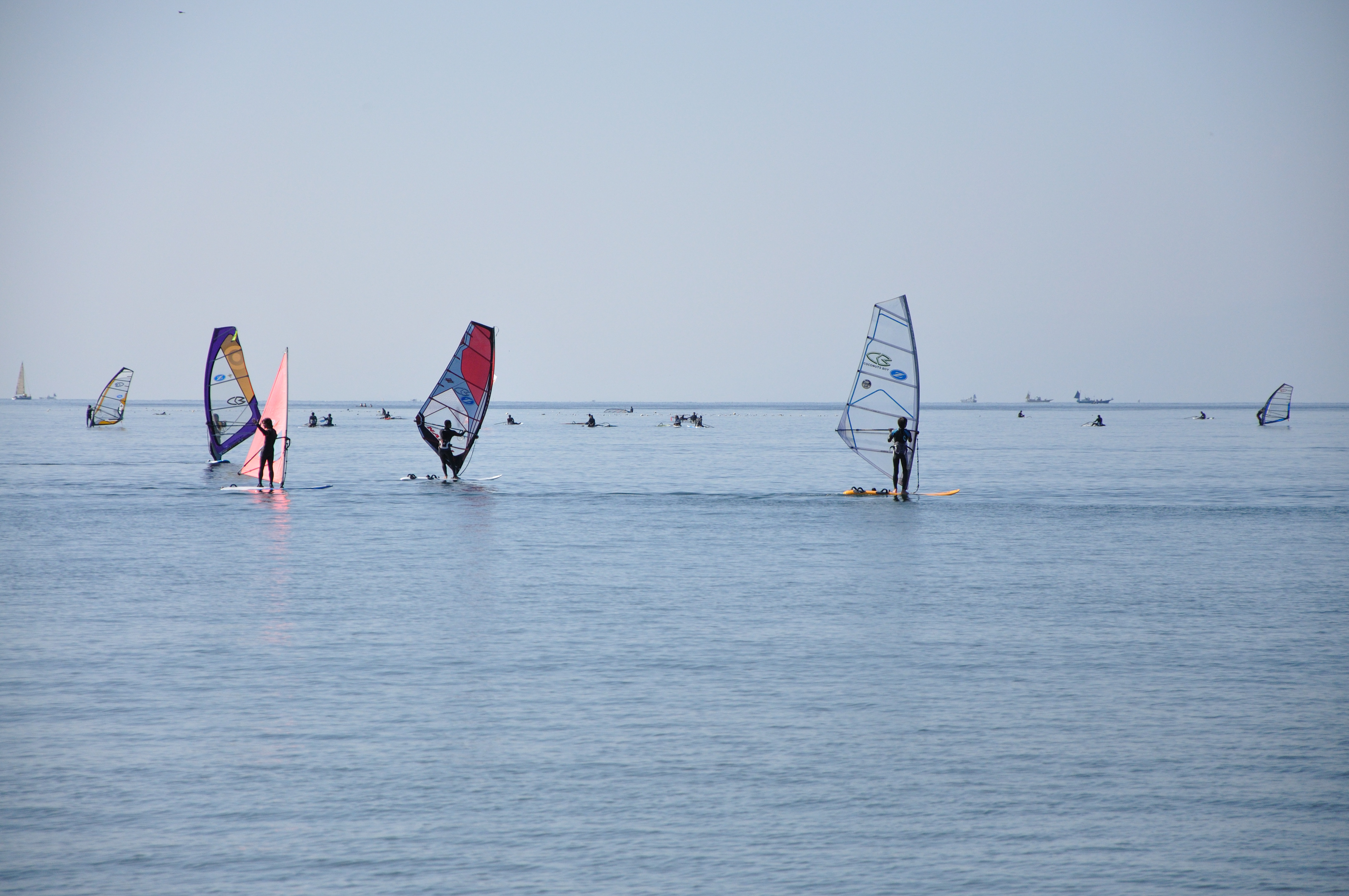
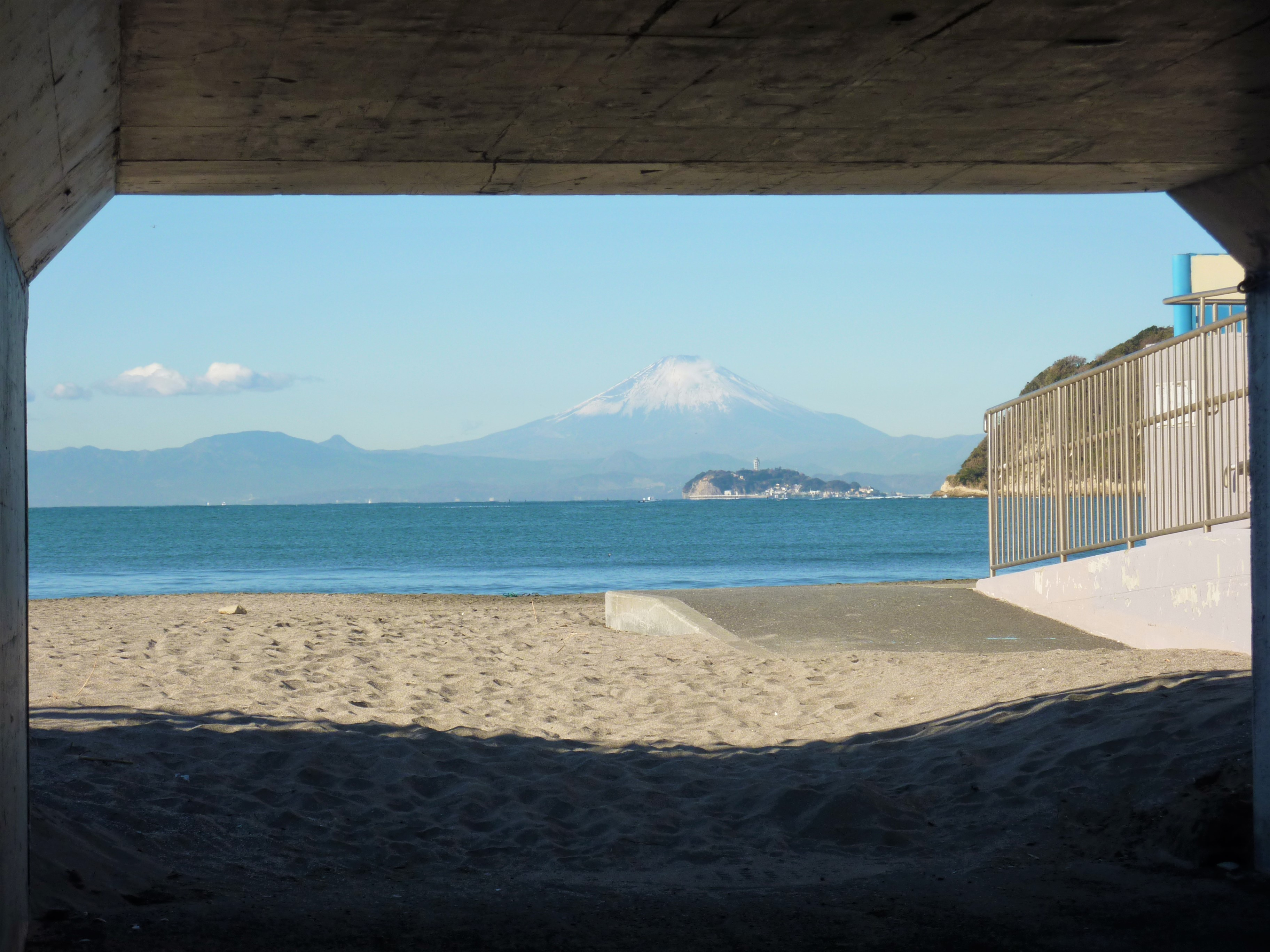
国道をくぐる地下通路から望む富士山と江の島。「トンネル富士」とも呼ばれる
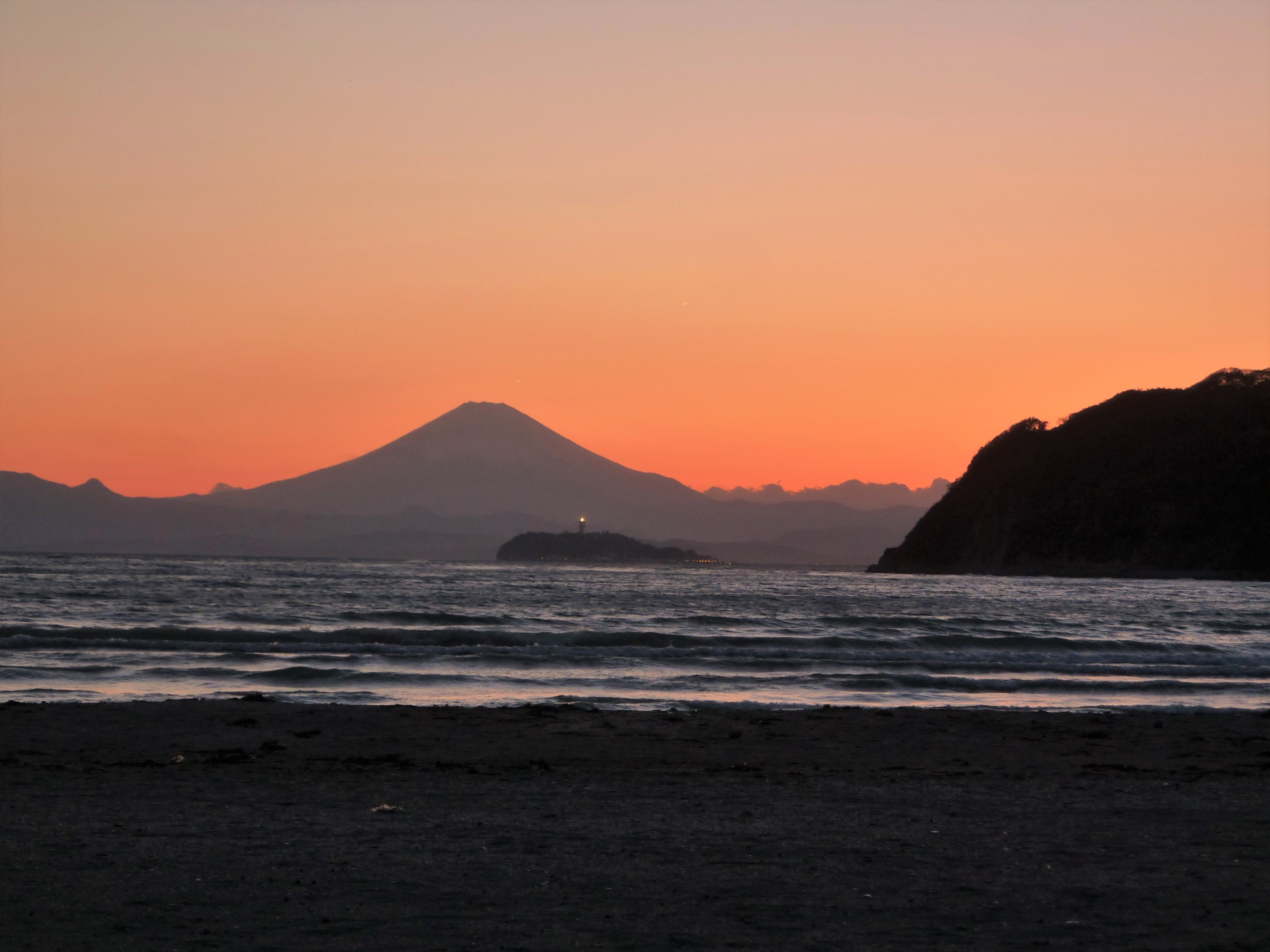
夕景
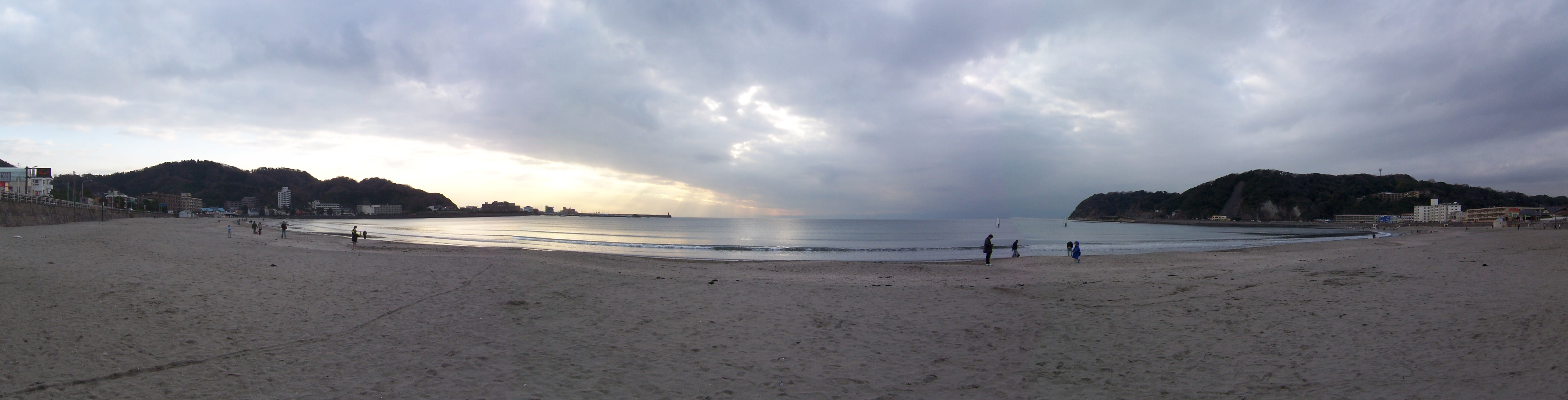
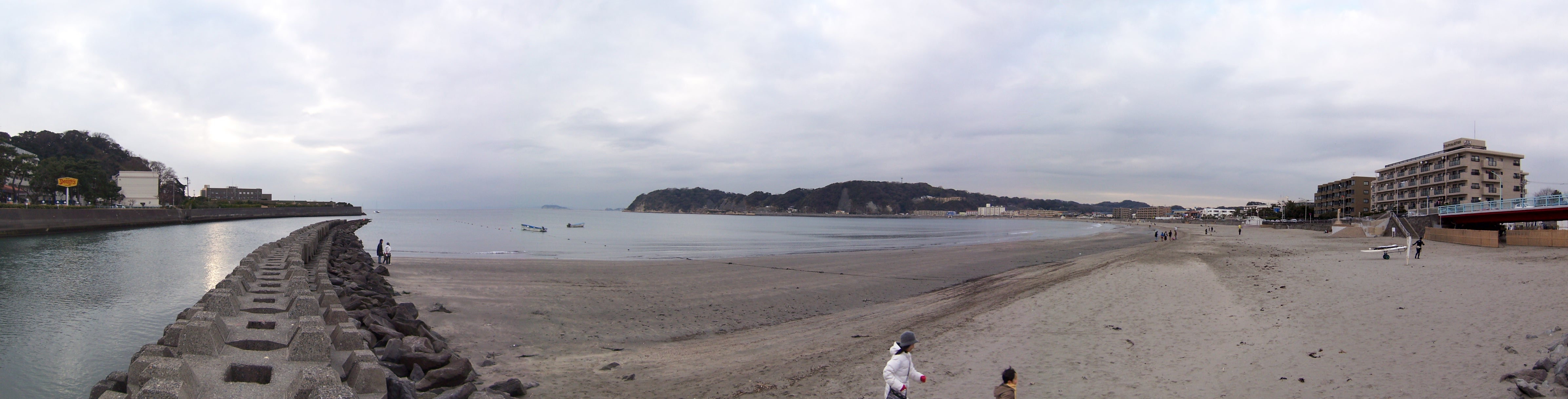
渚橋・田越川河口方面から
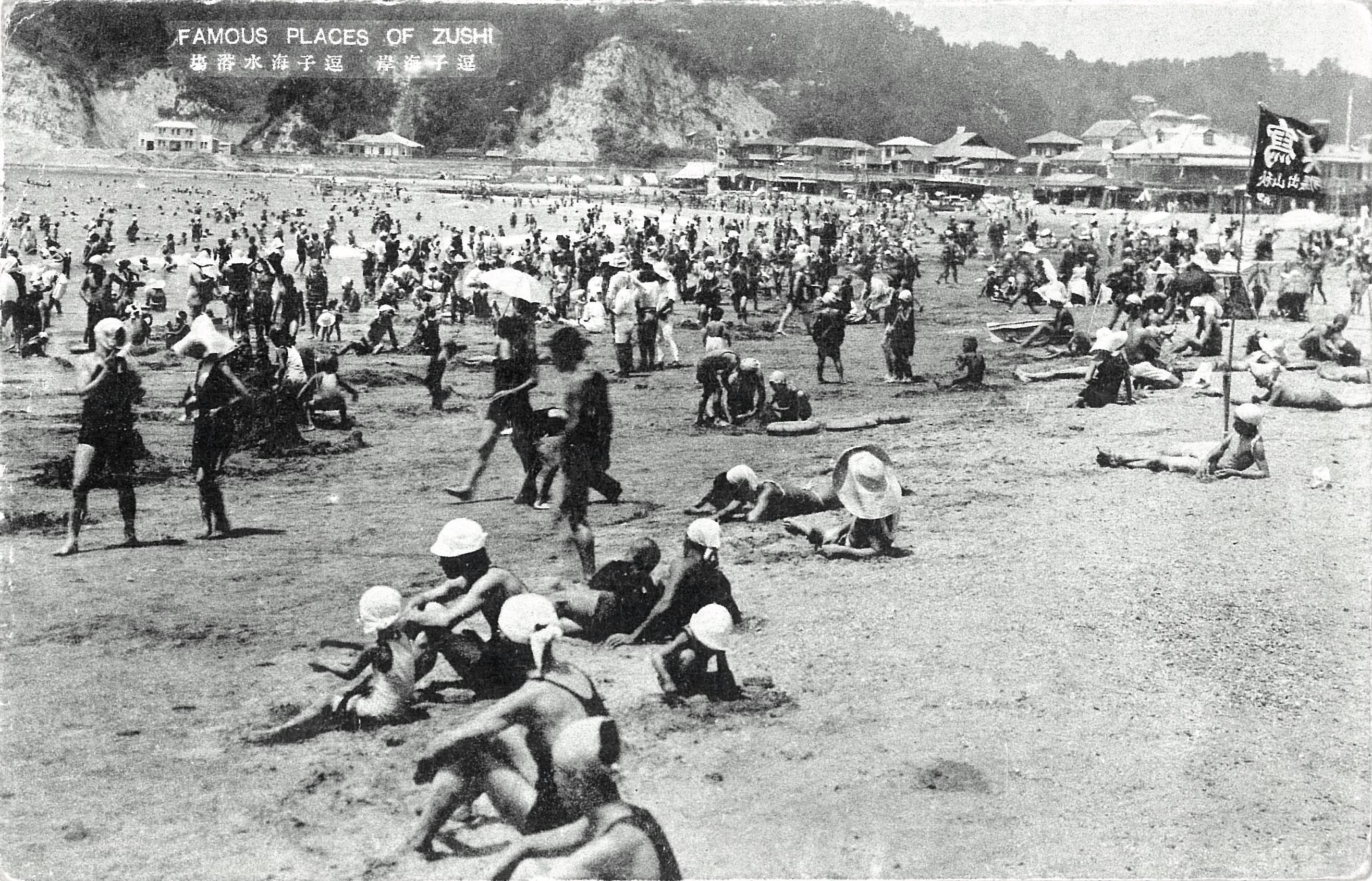
1930年代の逗子海岸